# Cime de l'Agnellière
La cime de l'Agnellière est un sommet situé dans le haut Boréon, sur la commune de Saint-Martin-Vésubie, dans le département français des Alpes-Maritimes.

## Géographie
La cime de l'Agnellière se trouve à l'est de la cime de Juisse (2 580 m), et domine le lac de Trecolpas, au nord. Son sommet constitue le point culminant de la crête séparant les vallons de Fenestre et du Boréon. Au sud se trouvent le vallon de l'Agnellière et la plage de l'Agnellière. Elle est située dans le parc national du Mercantour. D'un point de vue géologique, la cime de l'Agnellière est constituée d'anatexites

## Histoire
L'histoire de la première ascension demeure inconnue. La première ascension de l'arête nord a été effectuée par L. Castelli, A. Flavetta et D. Manciet, le 2 août 1953. La première ascension hivernale de cette même arête a été effectuée par C. et J-P. Thaon, à une date inconnue.

## Accès
La voie normale démarre du refuge de la Madone de Fenestre, et remonte jusqu'au pas des Ladres. Un sentier longe ensuite le versant est de la crête nord-est, quasiment jusqu'au sommet.